# Ponte Navi
Il ponte Navi è un'opera infrastrutturale situata a Verona lungo il fiume Adige.

## Storia e descrizione
Un ponte, probabilmente ligneo, doveva essere presente in epoca romana nello stesso punto in cui sarebbe poi sorto il ponte delle Navi, necessario per consentire un più rapido collegamento dell'altra riva del fiume con la via Postumia tramite una sorta di circonvallazione della città, in modo da diminuire il traffico che doveva altrimenti dirigersi dentro la città. Notizie più certe di un ponte si hanno a partire dall'895 quando, sotto il regno di Berengario, è documentato un ponte che consentiva di collegare i due borghi di San Fermo e del Campo Marzio. Tale manufatto dovette sicuramente andare distrutto durante le piene dell'Adige e prontamente ricostruito ogni volta, sorte che toccò anche al vicino ponte Nuovo.
Uno di questi antichi ponti fu protagonista di un episodio significativo della storia di Verona: sul ponte si svolse una sanguinosa battaglia tra Cangrande II della Scala e il fratellastro Fregnano della Scala. Quest'ultimo infatti insorse contro il principe legittimo, obbligandolo a tornare da Bolzano dove era ospite del marchese di Brandeburgo, e scatenando così un combattimento al centro della città. Proprio su quel ponte Cangrande II riuscì a sopprimere l'insurrezione e a gettare nell'Adige Fregnano, che morì annegato. A seguito di questo evento il principe fece erigere, come voto, una piccola chiesa denominata Santa Maria della Vittoria.

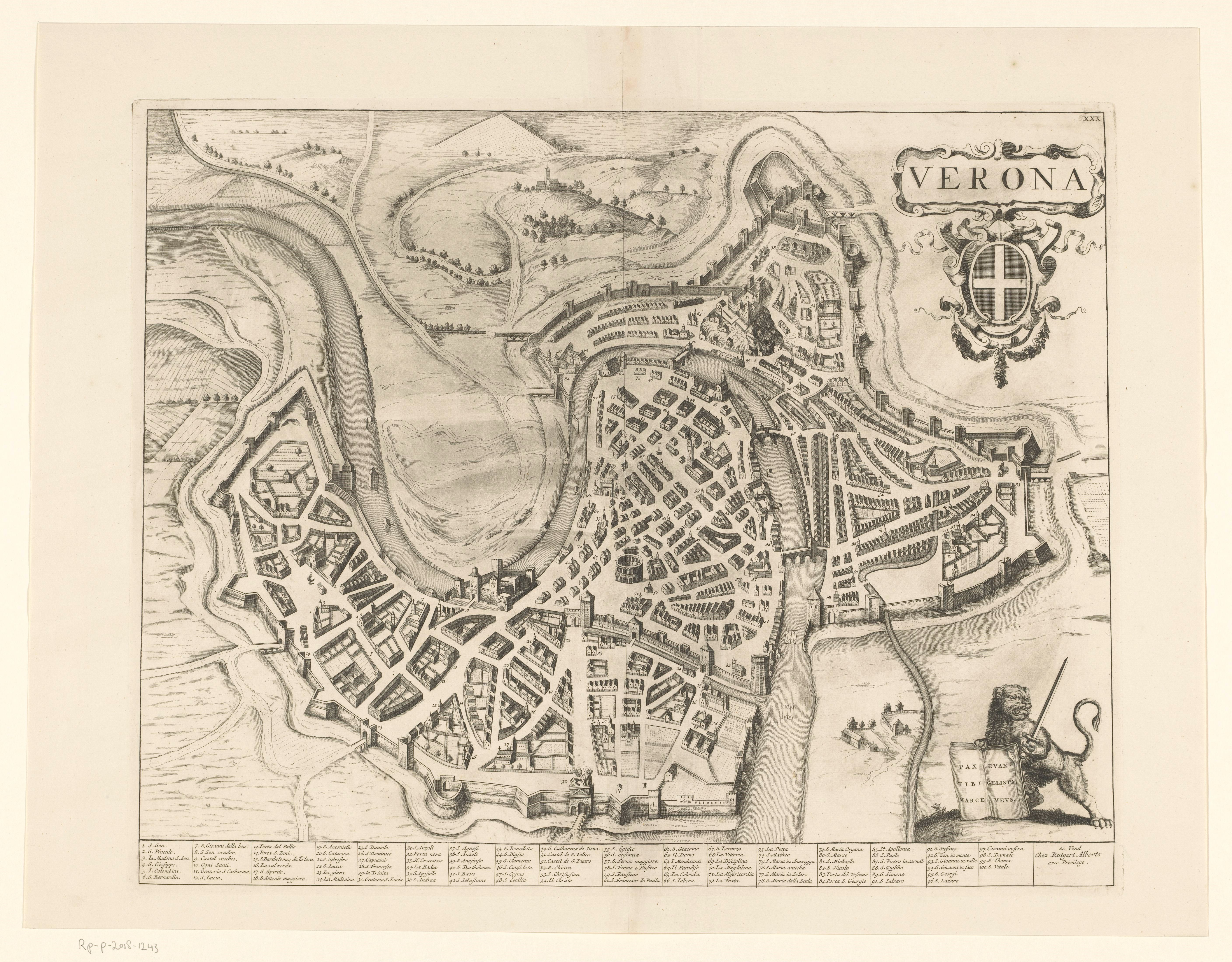
Planimetria di Verona del 1724 con indicato il monumentale ponte Navi, in cui si distinguono le quattro arcate e la torre centrale

Nel 1373, infine, Cansignorio della Scala decise di ricostruire un ponte più solido dei precedenti, lignei e pertanto a rischio ad ogni inondazione del fiume: venne così edificato un monumentale ponte a quattro arcate a sesto ribassato, un'opera che celebrava la grandezza della Signoria. Il ponte copriva l'Adige con tre di queste arcate mentre la quarta copriva il canale dell'Acqua Morta che proveniva dall'isola fluviale; al centro del manufatto, inoltre, svettava un'alta torre con due fornici alla base che consentivano il transito e dove, in una nicchia, era presente il busto di Cansignorio. Sul ponte era presente anche una lapide che si è conservata e adesso si trova presso il museo di Castelvecchio, su cui era iscritto la seguente frase: «Meraveiar te po letor che miri / La gran magnificiencia el nobil quaro / Qual mondo non ha paro». Il ponte, costato ben 30 000 fiorini d'oro, era in effetti considerato dai cittadini una delle più splendide opere lasciate da Cansignorio. Il nome che gli fu dato inoltre ben rappresenta la sua funzione: tra il Trecento e l'Ottocento venne infatti utilizzato per l'approdo del naviglio fluviale, in quanto in zona era presente la Dogana. Inoltre durante la terribile peste del 1630 dal porto del ponte partirono le navi cariche di appestati, che venivano condotti nel lazzaretto del Pestrino, situato a valle della città.
Il ponte sopravvisse integralmente fino al 1757, quando una piena lo danneggiò gravemente: il ponte venne restaurato, tuttavia la torre, compromessa, venne abbattuta e non più ricostruita. Il ponte sopravvisse poi anche alla catastrofica inondazione del 1882, ma venne però demolito nel 1892 per far posto ai cosiddetti muraglioni, nuovi alti argini in muratura. Un ponte in metallo venne così realizzato su progetto dell'ingegner Alessandro Peretti: un manufatto lungo 90 metri e largo 12 (contro i 7,80 metri del precedente). Il rapido deterioramento del ferro di cui era costituito il ponte e le mutate esigenze del traffico convinsero il Comune a bandire un concorso per una nuova opera: l'appalto venne vinto dall'impresa Bertelè, che affidò la progettazione all'architetto Arturo Midana, che disegnò un ponte a trave continua su tre luci uguali, il tutto rivestito di lastre di marmo e coronato da un leggero parapetto metallico. Il ponte si caratterizzava inoltre per il prosieguo in alzato delle pile, che interrompeva il parapetto in ferro e creava dei balconi panoramici. Il nuovo manufatto venne così inaugurato il 28 ottobre 1936.
Questo nuovo ponte resistette fino alla notte tra il 24 e il 25 aprile 1945, quando fu fatto saltare dai soldati tedeschi in ritirata, insieme a tutti gli altri ponti sull'Adige. Venne quindi ricostruito in cemento e rivestito in laterizio, per meglio adattarsi cromaticamente all'intorno e in particolare rispetto alle absidi della chiesa di San Fermo Maggiore. Il nuovo ponte Navi venne inaugurato l'8 agosto 1949.

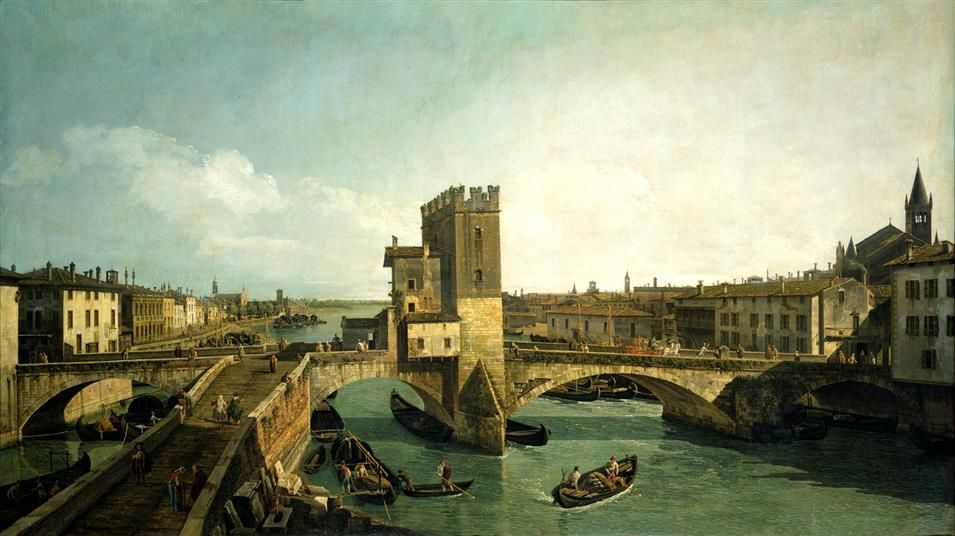
L'antico ponte commissionato da Cansignorio in un dipinto di metà Settecento realizzato da Bellotto
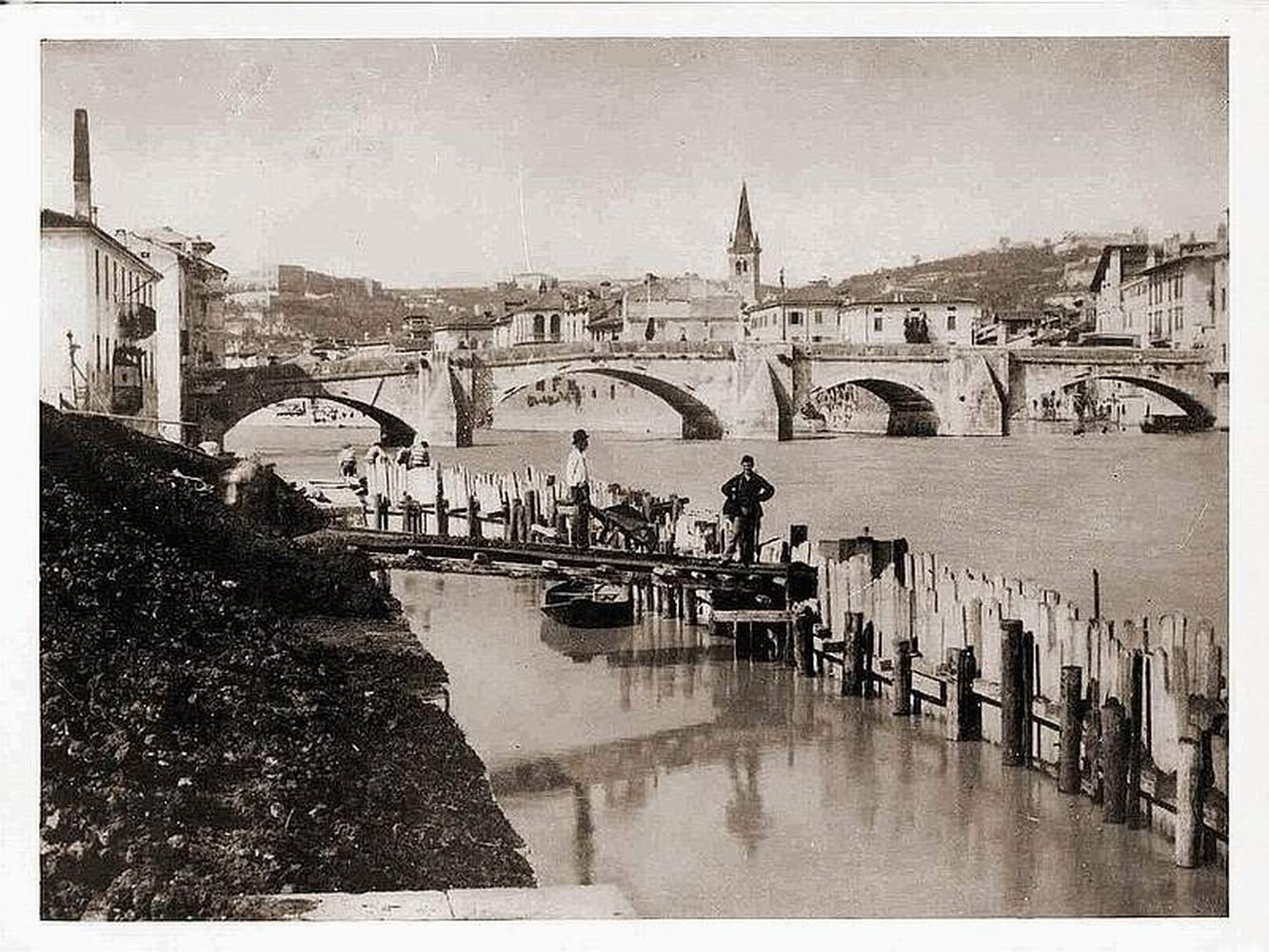
Lo stesso ponte dopo il restauro seguito all'inondazione del 1757, senza la torre centrale
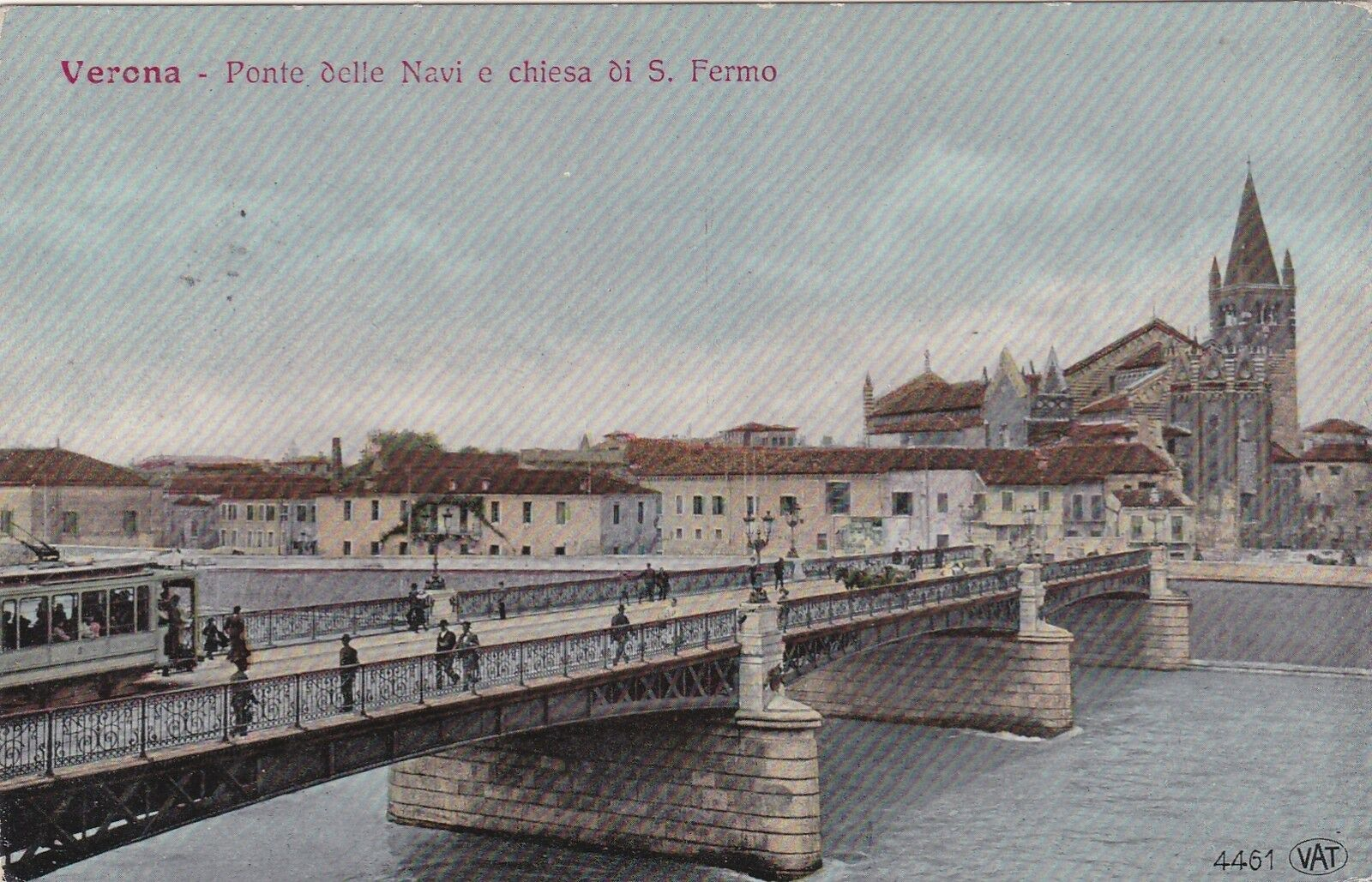
Il nuovo ponte delle Navi nel 1912
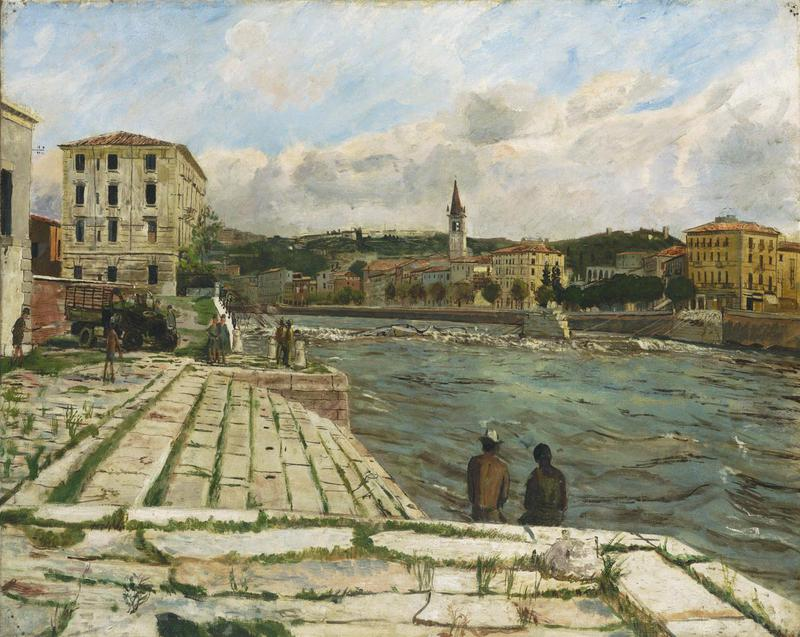
Il ponte distrutto dalle mine tedesche in un dipinto di Carel Weight
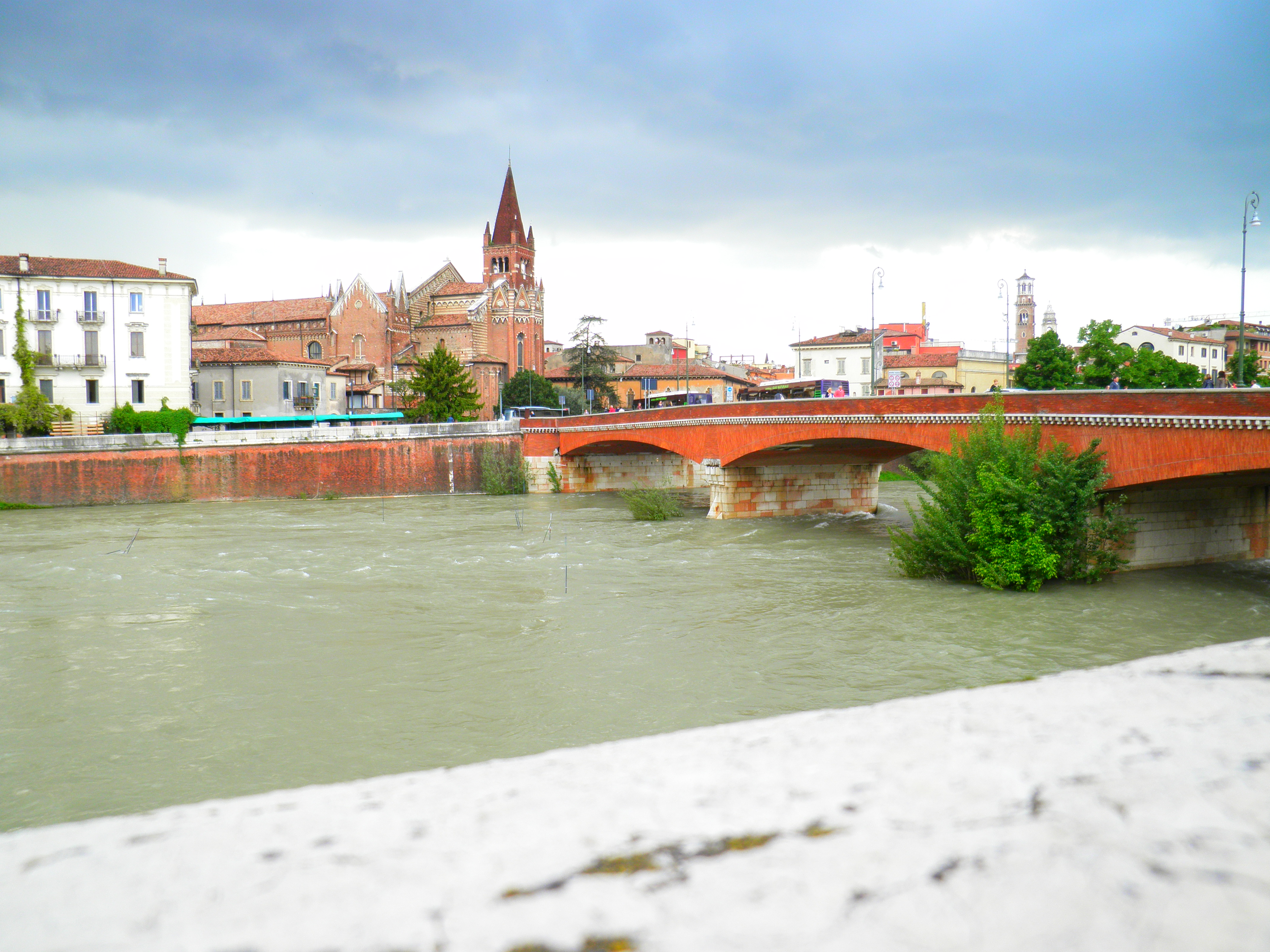
Il ponte ricostruito nel dopoguerra, rivestito in mattoni per dialogare con la prospiciente chiesa